# Niemcz

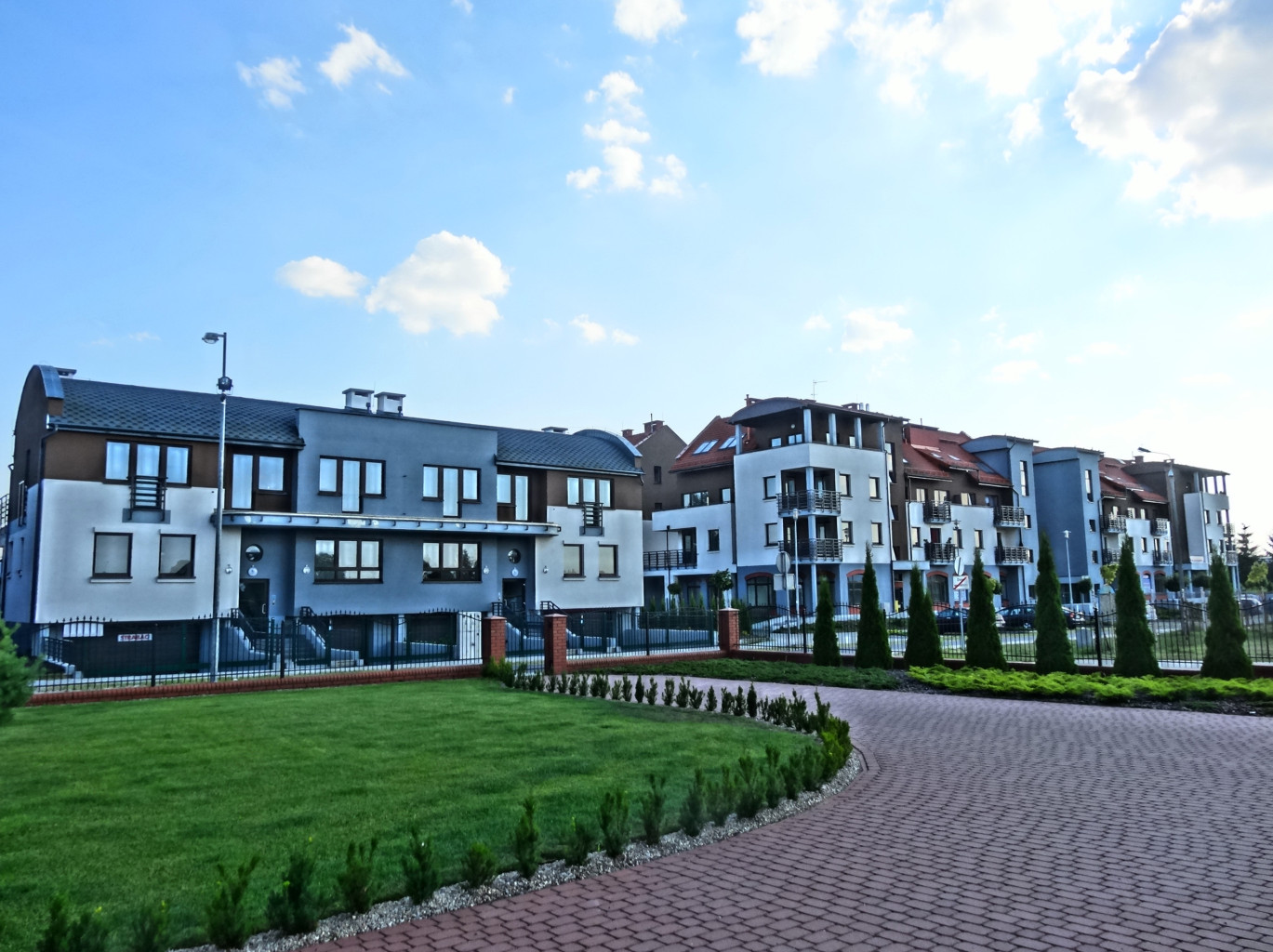
Zabudowa podmiejska w Niemczu

Niemcz (niem. Nimtsch) – wieś sołecka w Polsce, położona w województwie kujawsko-pomorskim, w powiecie bydgoskim, w gminie Osielsko. W latach 1975–1998 miejscowość administracyjnie należała do województwa bydgoskiego.

## Charakterystyka
Niemcz jest najszybciej rozwijającą się pod względem demograficznym miejscowością gminy Osielsko na przestrzeni lat 2002–2015, zyskując formę przedmieścia o charakterze mieszkaniowym. Na przestrzeni tych lat liczba mieszkańców wzrosła ponad trzykrotnie. Miejscowość stanowi zaplecze dla pobliskiej Bydgoszczy, z racji bardzo korzystnego położenia i niewielkiej odległości od jej centrum. We wsi znajduje się szkoła podstawowa oraz parafia Najświętszej Maryi Panny Wspomożycielki Wiernych. Na terenie wsi zlokalizowany jest nieczynny cmentarz ewangelicki.

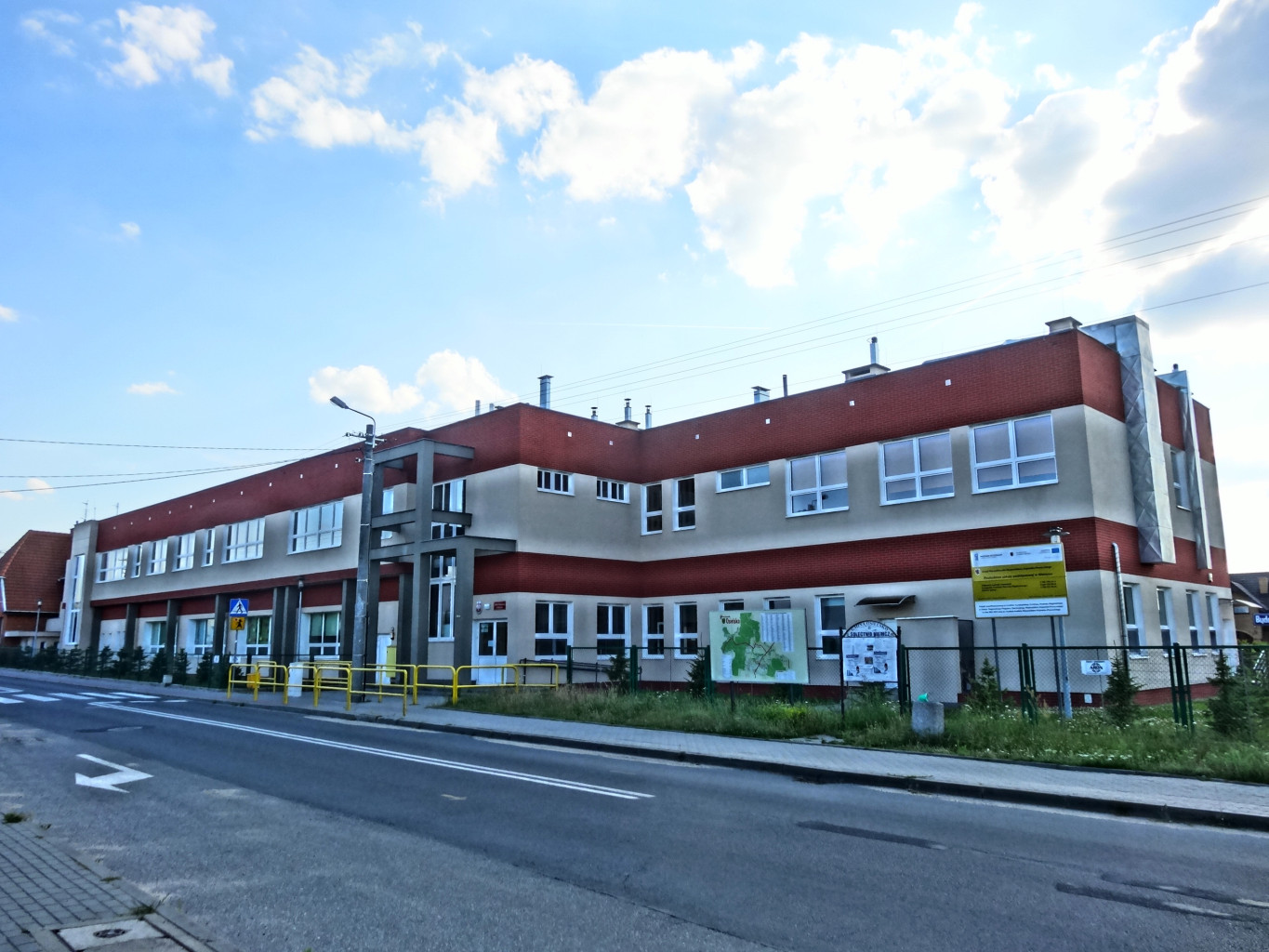
Szkoła Podstawowa im. Agaty Mróz w Niemczu

## Historia
Nazwa wsi ulegała kilkukrotnie zmianom, dlatego można spotkać: Nemche (1250), Niemcze (1583), Nimtsch (1818). Niemcz jest wsią rozległą i podzieloną na trzy dzielnice: Niemcz Wieś, Niemcz Mały i Niemcz Kolonia. 
Po raz pierwszy osada ta jest wzmiankowana w 1250 r. kiedy to została nadana biskupom wocławskim. W 1242 r. Kazimierz, Książę Kujawski i Łęczycki, syn Konrada Mazowieckiego, udzielił Niemczowi zwolnienia ze stawiania się na wyprawy wojenne. Mieszkańcy tej wsi byli natomiast zobowiązani do wystawienia dwóch izb i zrobienia przekopu oraz do budowy i naprawy zamków w Bydgoszczy i Wyszogrodzie. Mogli oni również wybudować dla siebie mieszkania z cegły lub kamienia. 
W 1519 r. Niemcz przeszedł na własność kapituły włocławskiej. Posiadał on wówczas 9 łanów. W 1609 r. właścicielem tzw. „generous” – „szlachetnym” był szlachcic Paweł Koszucki, a pod koniec XVII w. jako „magnificus person” był Mikołaj Ślepowroński. 
Obaj zostali pochowani w kościele bernardynów w Bydgoszczy. W 1751 r. administratorem majątku był Paweł Laski. Od 1772 r., czyli od daty przeprowadzenia sekularyzacji, Niemcz przestał być własnością biskupów włocławskich. 
W czasie II wojny światowej sporo gospodarstw było pozajmowanych przez Niemców. Polacy byli natomiast zmuszeni do opuszczenia wioski albo do przejścia na gorsze gospodarstwa, co przyczyniło się do pogorszenia ich sytuacji bytowej. Znaczna część ludności, około 2/3 podpisała III grupę Volklisty.

## Położenie
Sąsiadującymi sołectwami z Niemczem są: z zachodu Bożenkowo, z północy Maksymilianowo i ze wschodu Osielsko. Na południe od Niemcza znajduje się Bydgoszcz.

## Demografia
Według danych Urzędu Gminy Osielsko (XII 2016 r.) miejscowość liczyła 3120 mieszkańców.

## Sport
Piłka nożna
Wieś posiada Parafialno-Ludowy Uczniowski Klub Sportowy Victoria Niemcz (zał. 14 maja 2009), którego pierwsza drużyna piłkarska występuje, począwszy od sezonu 2015/2016, w A Klasie (grupa: Bydgoszcz I). Po zakończeniu rundy jesiennej sezonu 2015/2016 zespół zajmuje 13. lokatę (13 meczów, 8 pkt, bilans: 2-2-9)
Biegi uliczne
W Niemczu organizowany jest też bieg uliczny Biegaj w Niemczu. Jest to największa impreza biegowa w Gminie Osielsko, która w 2015 roku przyciągnęła na start ponad 150 uczestników.
Triathlon
Przez Niemcz prowadzi także trasa corocznego Triathlonu Bydgoszcz-Borówno. Po raz pierwszy zawody te (pn. I Otwarte Mistrzostwa Bydgoszczy w Triathlonie), odbyły się 9 lipca 1997. Na starcie tej imprezy pojawiło się 10 osób, w tym 4 spoza Bydgoszczy. W ostatniej edycji (rok 2015) zawody ukończyło 477 zawodników.